# Єйське
Є́йське (каз. Ейское) — село у складі Єсільського району Акмолинської області Казахстану. Входить до складу Юбілейного сільського округу.
Населення — 87 осіб (2021; 357 у 2009, 445 у 1999, 783 у 1989).
Національний склад станом на 1989 рік:
- росіяни — 34 %.

Станом на 1989 рік село називалось селище Єйський.